# Titularbistum Eguga
Eguga ist ein Titularbistum der römisch-katholischen Kirche.
Es geht zurück auf einen untergegangenen Bischofssitz in der gleichnamigen antiken Stadt, die in der römischen Provinz Africa proconsularis (heute nördliches Tunesien) lag. Der Bischofssitz war der Kirchenprovinz Karthago zugeordnet.
| Titularbischöfe von Eguga |                                             |                                                 |                   |                    |
| Nr.                       | Name                                        | Amt                                             | von               | bis                |
| 1                         | Bonifacio Yeung Fuk-tseuk                   | Weihbischof in Canton (Republik China)          | 26. März 1931     | 23. Februar 1938   |
| 2                         | Vitus Chang SVD                             | Weihbischof in Sinyang (China)                  | 8. Juli 1941      | 11. April 1946     |
| 3                         | Louis-François-Bienaimé-Amedée Lefèbvre OFM | Apostolischer Vikar von Rabat (Marokko)         | 10. April 1947    | 14. September 1955 |
| 4                         | Gustave-André-Ferdinand Raballand MEP       | Apostolischer Vikar von Phnom-Penh (Kambodscha) | 29. Februar 1956  | 13. Januar 1973    |
| 5                         | Antonius Hubert Thijssen SVD                | emeritierter Bischof von Larantuka (Indonesien) | 23. Februar 1973  | 7. Juni 1982       |
| 6                         | Marc Leclerc                                | Weihbischof in Québec (Kanada)                  | 17. Juli 1982     | 3. Januar 2005     |
| 7                         | Gilles Lemay                                | Weihbischof in Québec (Kanada)                  | 11. Februar 2005  | 22. Februar 2011   |
| 8                         | Michael Jude Byrnes                         | Weihbischof in Detroit (USA)                    | 22. März 2011     | 31. Oktober 2016   |
| 9                         | Gerard Battersby                            | Weihbischof in Detroit (USA)                    | 23. November 2016 | 19. März 2024      |
| 10                        | Sergio Iván Dornelles                       | Weihbischof in Buenos Aires (Argentinien)       | 19. Juni 2024     |                    |